# 8500 Hori
8500 Hori (1990 TU) là một tiểu hành tinh vành đai chính được phát hiện ngày 10 tháng 10 năm 1990 bởi K. Endate và K. Watanabe ở Kitami.